# Vergoncey
Vergoncey település Franciaországban, Manche megyében. Lakosainak száma 188 fő (2018. január 1.). Vergoncey Servon, La Croix-Avranchin, Crollon, Juilley, Macey és Saint-Senier-de-Beuvron községekkel határos.

## Népesség
A település népessége az elmúlt években az alábbi módon változott:
| Lakosok száma | 295  | 263  | 229  | 196  | 209  | 209  | 210  | 202  | 190  | 188  |
|               | 1968 | 1975 | 1982 | 1990 | 1999 | 2011 | 2013 | 2015 | 2017 | 2018 |